# Der Alpen-Rap
Der Alpen-Rap ist ein Lied der österreichischen Pop-Rock-Band Erste Allgemeine Verunsicherung aus dem Jahre 1983.

## Entstehung und Veröffentlichung
Geschrieben und produziert wurde das Lied gemeinsam von den EAV-Mitgliedern, wobei die Komposition von allen Bandmitgliedern entstammt, während der Text alleine von Thomas Spitzer verfasst wurde. Bei der Produktion bekam die Band Unterstützung durch Wilfried Scheutz.
Die Erstveröffentlichung des Alpen-Rap erfolgte als Single am 15. Juli 1983 bei Electrola. Diese erschien als 7″-Single (Katalognummer: 13 3310 7) und 12″-Single (Katalognummer: 13 3310 6) mit der B-Seite I hab des G’fühl, auf letztere ist allerdings ein Remix des Liedes enthalten. Am 23. September 1983 erschien das Lied als Teil von Spitalo Fatalo (Katalognummer: 13 3312 1), dem dritten Studioalbum der Ersten Allgemeinen Verunsicherung.
Um das Lied zu bewerben, trat die Band unter anderem in der ZDF-Hitparade (19. September 1983) auf. Auch in der DDR-Fernsehshow Tempo durfte die Band ihren Titel am 31. Dezember 1983 präsentieren.

## Inhalt
Der Text handelt von einem Musikproduzenten aus New York City, welcher die Obersteiermark besucht, um dort Urlaub zu machen. Doch plötzlich wird er durch das Jodeln eines sogenannten „Sepps“ aufgeweckt. Der Musikproduzent, der sich selbst als „Mr. Platin“ bezeichnet, versucht Sepp zu überreden, mit ihm einen Plattenvertrag abzuschließen. Doch der Sepp zögert und weigert sich vermehrt. Zuletzt springt der Produzent vor Verzweiflung in den Abgrund. Die Reaktion Sepps (von Thomas Spitzer gesprochen) lautet folgendermaßen:

„Deifi, Deifi, Sakradie,
do geht er dahin,
jetz' brauch i an Enzian
und die Sennerin!“

Der Ausdruck „Seppl’s Delight“ aus der zweiten Strophe ist eine Anspielung auf Rapper’s Delight, dem ersten kommerziell erfolgreichen Hip-Hop-Titel der Sugarhill Gang.

## Chartplatzierungen
| ChartsChartplatzierungen | Höchstplatzierung | Wochen/ Monate |
| ------------------------ | ----------------- | -------------- |
| Deutschland (GfK)        | 36 (10 Wo.)       | 10 Wo.         |
| Österreich (Ö3)          | 6 (3 Mt.)         | 3 Mt.          |
| Schweiz (IFPI)           | 13 (2 Wo.)        | 2 Wo.          |